# Convent de Sant Francesc de Tàrrega
El Convent de Sant Francesc de Tàrrega va ser un cenobi establert pels franciscans a Tàrrega el 1319. Estava ubicat fora del nucli urbà, al sud de la vila i a l'altra banda del riu Ondara, vora el camí de Verdú i Granyena. Va desaparèixer el 1874.
El papa Joan XXII va emetre una butlla autoritzant la fundació el 1319 després que el rei Jaume II, el bisbe de Vic Berenguer de Guàrdia la vila de Tàrrega demanéssin la vinguda dels franciscans. El 1322 l'edifici estava en construcció i Jaume II va ordenar la cessió dels béns dels afectats per la lepra per la construcció del monestir dels franciscans a canvi que els frares cuidessin els malalts. Alfons el Benigne va autoritzar els franciscans l'ús de les aigües del rec comtal que passava prop del monestir.
El 1340 Pere el Cerimoniós va ordenar la construcció d'un pont sobre el riu d'Ondara que separava el convent del nucli de la vila. Al segle xvi l'església, que estava situada al costat del riu, es va ensorrar, i Felip II va autoritzar el 1566 la recollida de fons per la seva reconstrucció. Aquesta reconstrucció no es va fer i la casa va quedar abandonada. Durant un temps s'hi van establir els dominics i els carmelites descalços, fins que a partir del 1599 el convent va passar a estar ocupat pels agustins. Amb la desamortització de Mendizábal del 1836 va passar a estar desocupat fins que la riuada de Santa Tecla del 1874 el va deixar en estat de ruïna.
Excavacions arqueològiques n'han recuperat algunes estructures soterrades, tot i que no és visitable. S'hi han trobat restes d'un enllosat delimitat per dos murs amb una canalització central que devia ser una canalització de sortida d'aigües d'un molí vinculat a l'activitat agrícola i industrial del convent. Entre els sediments hi havia restes materials, ceràmiques vidriades dels tallers de Paterna i Manisses, ceràmiques grises, de cuita reductora, de Verdú i peces d'altres procedències dels segles XV i XVI.